# Thermoplasmata

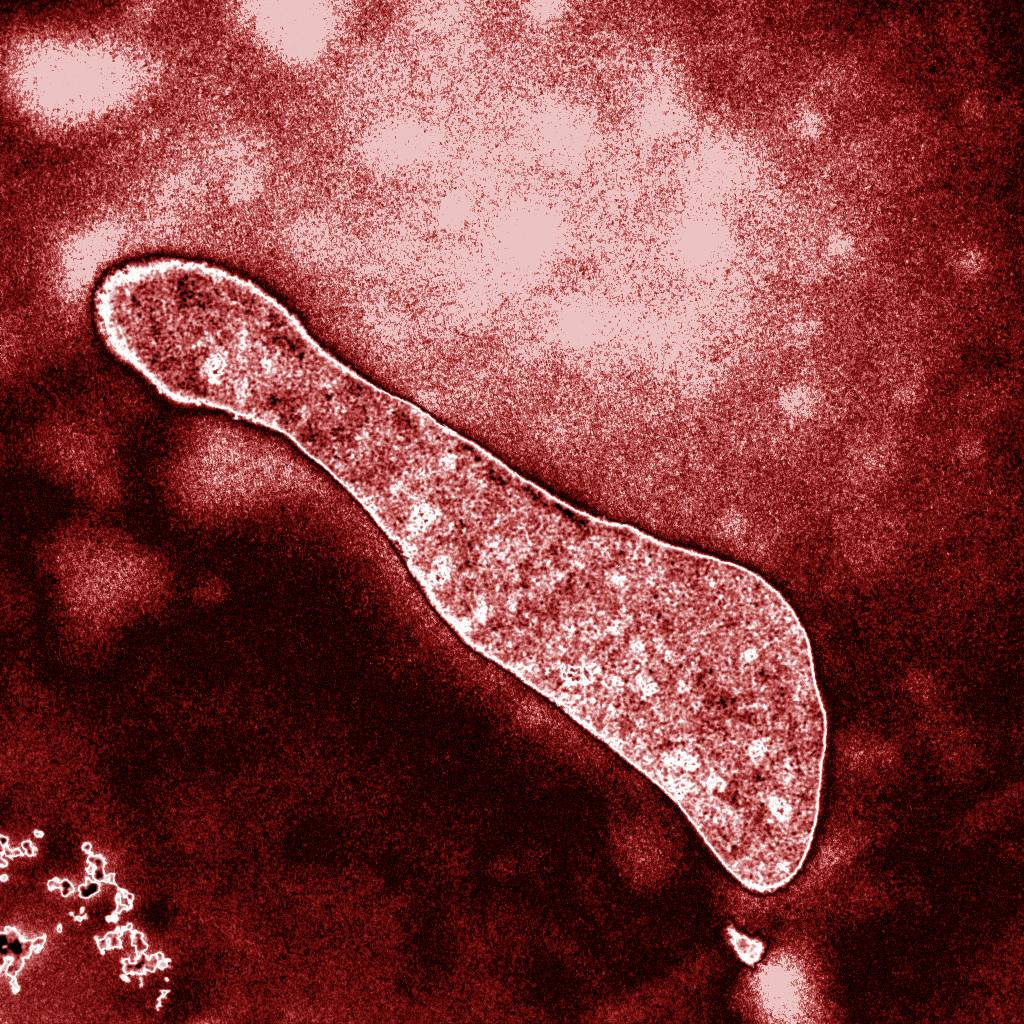
Ferroplasma acidiphilum

Thermoplasmata ist die Bezeichnung einer Klasse (Biologie) von Archaeen in der Supergruppe Euryarchaeota.
Sie sind fakultativ anaerob, d. h. sie können sowohl in Gegenwart als auch in Abwesenheit von freiem Sauerstoff leben.
Sie benötigen meist hohe Temperaturen und einen niedrigen pH-Wert (d. h. sie sind typischerweise thermoacidophil).
Die genaue Taxonomie dieser Klasse ist noch in der Diskussion (Stand Februar 2022). Sicher zugehörig ist die Ordnung Thermoplasmatales, deren Mitglieder alle acidophil (säureliebend) sind und bei pH-Werten unter 2 optimal wachsen. Die dieser Ordnung zugehörige Gattung Picrophilus war zur Zeit ihrer Erstbeschreibung 1996 der acidophilste aller bekannten Organismen, sie wächst bei einem Mindest-pH-Wert von 0,06. Eine weitere Ordnung der Thermoplasmata ist u. a. Methanomassiliicoccales, diese sind an der Methanogenese beteiligt.
Die Thermoplasmata haben meist keine Zellwand (Picrophilus ist hierbei eine Ausnahme). Ihre Zellmembran besteht jedoch aus großen Mengen von Lipopolysacchariden und Glykoproteinen, die sie vor Hitze und Säuren schützen.
Thermoplasma-Archaeen leben beispielsweise in Halden von Kohleschlacken, wo chemoautotrophe Bakterien Eisenpyrit zu Schwefliger Säure und Schwefelsäure oxidieren. Dies führt zu hohen Temperaturen und einem niedrigen pH-Wert, was die Bildung kleiner Kohlenstoffmoleküle begünstigt, die von den Thermoplasmata verstoffwechselt werden können.
Zwar sind die meisten der identifizierten Mitglieder der Thermoplasmata thermophil, es gibt jedoch auch einige nicht kultivierte Vertreter an der Meeresoberfläche und am Meeresboden.
Zusammen mit einigen nahe verwandten Gruppen, insbesondere der Klasse Poseidoniia, bilden die Thermoplasmata eine Klade, die teilweise als Phylum Candidatus Thermoplasmatota innerhalb eines Superphylums Euryarchaeota (sensu lato) angesehen wird.

## Systematik
Der folgenden auszugsweise Systematik mit Stand Ende Februar 2023 liegen als Quellen zugrunde:
- N – National Center for Biotechnology Information (NCBI) - Taxonomy Browser[7][1]
- L – List of Prokaryotic names with Standing in Nomenclature (LPSN)[6][9][A. 1]
- G – Genome Taxonomy Database (GTDB)[8][10]

Phylum Candidatus Thermoplasmatota Rinke et al. 2019(G,N) [Diaforarchaea Petijean et al. 2015(N)]
- Klasse Candidatus Poseidoniia Rinke et al. 2019(G,N) [Marine Group II, MGII]

- Familie „Ca. Poseidoniaceae“ Rinke et al. 2020(G,N) [„Ca. Poseidonaceae“ Rinke et al. 2019,(N) Marine Group IIa,(N) MGIIa]
  - Gattung Ca. Poseidonia Rinke et al. 2019(G,N)
    - Spezies Ca. Poseidonia alphae Rinke et al. 2019(G,N) [Euryarchaeota archaeon UBA255(G,N)]
– Fundort: East Boothbay, Maine

  - Gattung MGIIa-I (G)
    - Spezies MGIIa-I sp002498205,(G) mit Stamm Euryarchaeota archaeon UBA596(G,N)
– Fundort: Solewasser

- Familie „Ca. Thalassarchaeaceae“ Rinke et al. 2019(G,N) [Marine Group IIb,(N) MGIIb]
  - Gattung „Ca. Thalassarchaea“ corrig. Martin-Cuadrado et al. 2015 Rinke et al. 2019(N) [„Ca. Thalassarchaeum“ Martin-Cuadrado et al. 2015,(G,N) Ca. Thalassoarchaea(N)]
    - Spezies „Ca. Thalassarchaeum betae“ Rinke et al. 2019(G,N) [Ca. Thalassoarchaea betae,(N) Ca. Thalassarchaea betae], mit Stamm Cayman_51_deep
– Fundort: Hydrothermal-Plume des Mid-Cayman Rise
    - Spezies „Ca. Thalassoarchaea marina“ Martin-Cuadrado et al. 2015(N)
– Fundort: Mittelmeer bei Alicante
    - Spezies „Ca. Thalassoarchaea mediterranii“ Martin-Cuadrado et al. 2015(N)
– Fundort: Mittelmeer bei Alicante
    - Spezies Ca. Thalassoarchaea sp. SCGC AG-487_P23 [Ca. Thalassarchaeum sp. SCGC AG-487_P23(N)]
– Fundort: Südost-Pazifik vor Chile

  - Gattung MGIIb-O1(G)
    - Spezies MGIIb-O1 sp002457595(G) [Marine Group II euryarchaeote MED-G36(N)]
– Fundort: Vor der Küste von Alicante, Spanien
    - Spezies MGIIb-O1 sp002457555(G) [Marine Group II euryarchaeote MED-G37(N)]
– Fundort: ebenda
    - Spezies MGIIb-O1 sp002502175(G) [Marine group II euryarchaeote REDSEA-S03_B6(N)]
– Fundort: Rotes Meer, östlich der Mittelachse vor der altem Küstenstadt Dahaban, Saudi-Arabien

  - Gattung MGIIb-O2(G)
  - Gattung MGIIb-O3(G)
– Fundort: Rotes Meer (alle Spezies)
  - Gattung MGIIb-O5(G)

  - Gattung MGIIb-P(G)
  - Gattung MGIIb-Q1(G)

- Familie SP79(G)
  - Gattung SP79(G)

- Klasse Thermoplasmata Reysenbach 2002(N) [„Thermoplasmatia“ Oren, Parte & Garrity 2016, „Thermoplasmia“ Cavalier-Smith 2020, Picrophilea Cavalier-Smith 2002(L)]

- Familie Aciduliprofundaceae(G)
  - Gattung „Aciduliprofundum“ Reysenbach et al. 2006(G,N)
    - Spezies „Aciduliprofundum boonei“ Reysenbach et al. 2006(G,N), mit Stamm T469 alias DSM 19572(G,N)
– Fundort: Tiefsee-Hydrothermalschlot, Pazifik oder Atlantik

- Familie „Ca. Gimiplasmataceae“" Hu et al. 2021(L) [UBA10834 [fam.](G)]
  - Gattung „Ca. Gimiplasma“ Hu et al.(L) [UBA10834(G)]
    - Spezies „Ca. Gimiplasma haoranii“ Hu et al. 2021(L) [UBA10834 sp10834u(G)], mit Stamm UBA10834
– Fundort: Noosa River, Queensland

- Familie „Ca. Halarchaeoplasmataceae“ Zhou et al. 2023(N) [PWKY01 [fam.];(G) ungültig: „Ca. Haloplasmataceae“Zhou et al. 2022(N)]
  - Gattung „Ca. Haladaptatiplasma“ corrig. Zhou et al. 2023(N) [„Ca. Haladaptoplasma halalkaliphilum“ Zhouu et al. 2022(N)]
    - Spezies „Ca. Haladaptatiplasma halalkaliphilum“ corrig. Zhou et al. 2023(N) [„Ca. Haladaptoplasma halalkaliphilum“  Zhouu et al. 2022(N)], mit Stamm HAP24(N)
– Fundort: Sediment des Dakbor Sodasees (大克泊, Dakebo Lake), Pond DK1; Otog-Banner, Innere Mongolei

  - Gattung „Ca. Halarchaeoplasma“ Zhou et al. 2023(N)  [PWKY01;(G) ungültig: „Ca. Haloplasma“ Zhou et al. 2022(N)]
    - Spezies „Ca. Halarchaeoplasma halalkaliphilum“ Zhou et al. 2023(N) [PWKY01 sp007133925;(G) ungültig: „Ca. Haloplasma halalkaliphilum“ Zhou et al. 2022(N)], mit Stamm CSSed165cm_322(N)
– Fundort: Hypersaliner Salzsee, Kulundasteppe, Russland
    - Spezies PWKY01 sp003553085,(G) mit Stämmen B1Sed10_107R1 und T1Sed10_92
– Fundort (beide): Hypersaliner Salzsee, Kulundasteppe, Russland
    - Spezies PWKY01 sp003560595,(G) mit Thermoplasmata archaeon isolate CSSed10_214
– Fundort: ebenda
    - Spezies „Ca. Natronoplasma halalkaliphilum“ Zhou et al. 2022,(N) mit Stamm B1Sed10_20(N)
– Fundort: ebenda

  - Gattung „Ca. Saliniplasma“ Zhou et al. 2022(N)
    - Spezies „Ca. Saliniplasma halalkaliphilum“ Zhou et al. 2022,(N) mit Stamm HAP6(N)
– Fundort: Sediment des Dakbor Sodasees (大克泊, Dakebo Lake), Pond DK15; Otog-Banner, Innere Mongolei

- Familie SG8-5 [fam.](G)
  - Gattung „Ca. Lunaplasma“" Zinke et al. 2021(L) [SG8-5(G)]
    - Spezies „Ca. Lunaplasma lacustris“" Zinke et al. 2021(L) [SG8-5 sp001595885(G), Ca. Proteinoplasmatales archaeon SG8-5(N)], mit Stämmen SG8-5,(G,N) RBG-16 und SAL16
– Fundort: Ästuar des White Oak River, North Carolina

- Familie Methanomassiliicoccaceae Iino et al. 2013(G,N)
  - Gattung „Ca. Methanogranum“ Iino et al. 2013(G,N)
    - Spezies „Ca. Methanogranum caenicola“ Iino et al. 2013(G,N) [Thermoplasmata archaeon Kjm51a(N)], mit Stamm Kjm51a(G,N)
– Fundort: anaerober Schlamm, Chōfu, Tokio, Japan
    - Spezies Ca. Methanogranum sp. U3.2.1(G,N)
– Fundort: Trebeltaler Moor, Deutschland

  - Gattung „Ca. Methanoplasma“ Lang et al. 2015(G,N)
    - Spezies „Ca. Methanoplasma termitum“ Lang et al. 2015(G,N) [Methanomassiliicoccales archaeon Mpt1(N)], mit Stamm Mpt1(G,N)
– Fundort: Termitendarm

  - Gattung Methanomassiliicoccus Dridi et al. 2012(L.G,N)
    - Spezies „Ca. Methanomassiliicoccus armoricus“ Cozannet et al. 2021,(L) mit Stamm MXMAG1
    - Spezies Methanomassiliicoccus luminyensis Dridi et al. 2012,(L,G,N) mit Stamm B10 alias DSM:25720(G,N)
    - Spezies Methanomassiliicoccus sp. …(N)

  - Gattung Methanomassiliicoccus_A(G) – abgetrennt (nur in der GTDB)
    - Spezies Methanomassiliicoccus_A intestinalis(G) [Methanomassiliicoccus intestinalis Borrel et al. 2013(L,N)], mit Stamm Issoire-Mx1(G,N)
– Fundort: Issoire, Menschliche Fäkalien (Anreicherungskultur)

- Familie Methanomethylophilaceae Gaci et al. 2014(G,L,N)
  - Gattung Methanomethylophilus Borrel et al. 2012(G,L,N)
    - Spezies Methanomethylophilus alvi Borrel et al. 2023,(G,N) mit Stamm Mx-05 alias JCM 31474(G,N) [archaeon Mx1201(N)], mit Stamm Mx1201(G,N)
– Fundort: Menschlicher Darm

  - Gattung „Ca. Methanospyradousia“ Gilroy et al. 2021
    - Spezies „Ca. Methanospyradousia avicola“ Gilroy et al. 2021,(L) mit Stamm 6227(L)

- Familie „Ca. Sysuiplasmataceae“ Yuan et al. 2021(N)
  - Gattung „Ca. Sysuiplasma“ Yuan et al. 2021(N)
    - Spezies „Ca. Sysuiplasma acidicola“ Yuan et al. 2021,(N) mit Stamm TUT18-bin.7(N)
– Fundort: Grubenentwässerung, Yongping Copper Mine (Jiangxi Copper), Jiangxi, China
    - Spezies „Ca. Sysuiplasma  jiujiangense“ Yuan et al. 2021,(N) mit Stamm UT3-bin.92(N)
– Fundort: Grubenentwässerung, Yongping Copper Mine (Jiangxi Copper), Jiangxi, China
    - Spezies „Ca. Sysuiplasma  superficiale“ Yuan et al. 2021,(N) mit Stamm YP2-bin.285(N)
– Fundort: Grubenentwässerung, Yongping Copper Mine (Jiangxi Copper), Jiangxi, China

- Ordnung Thermoplasmatales Reysenbach 2002(G,N) – siehe dort

- Familie EA-27 (G)
  - Gattung EA-27(G)
    - Spezies EA-27 sp005878375, mit Euryarchaeota archaeon isolate EA_27(G,N)
– Fundort: Angelo Coast Range Reserve, Mendocino County, Kalifornien
    - Spezies EA-27 sp016207545, mit Euryarchaeota archaeon isolate NC_groundwater_1309_Ag_S-0.2um_67_55(G,N)
– Fundort: Grundwasser, Modesto, Kalifornien

- Familie JAFNFQ01(G)
  - Gattung JAFNFQ01(G)
    - Spezies JAFNFQ01 sp017885655,(G) mit Stamm bin_16(G,N)
– Fundort: Seesediment bei Abisko, Schweden

- Familie RBG-16-68-12 [fam.](G)
  - Gattung EA-19(G)
    - Spezies EA-19 sp005878915,(G) mit Stamm EA_22(G)
    - Spezies EA-19 sp005878955,(G) mit Stamm EA_19(G)

  - Gattung RBG-16-68-12(G)
    - Spezies RBG-16-68-12 sp001800745(G) [Euryarchaeota archaeon RBG_16_68_12(N)] („Ca. Yaplasmales“ clade C)
– Fundort: Untergrundsediment; Brunnen D04 in 0,3 m (16 ft) Tiefe, Rifle, Colorado

- Familie SOIM01(G)
  - Gattung SOIM01(G)
    - Spezies SOIM01 sp004377185,(G) mit Stamm E29_bin30(G)

- Ordnung ARK-15(G)
  - Spezies ARK-15 sp002878135(G) [früher Aciduliprofundum sp. isolate ARK-15(N)], mit Stamm ARK-15(G,N)
– Fundort: Uson-Caldera, Kamtschatka

- Ordnung B31-G17(G)
  - Spezies B31-G17 sp003649915,(G) mit Thermoplasmata archaeon isolate B31_G17
– Fundort: Guaymas Basin, Golf von Kalifornien

- Ordnung B87-G9 [ord.](G)
  - Spezies B87-G9 sp003649695,(G) mit Thermoplasmata archaeon isolate B87_G9
– Fundort: Guaymas Basin, Golf von Kalifornien

- Ordnung DTKX01 [ord.](G)
  - Spezies DTKX01 sp011333475,(G) mit Uncultivated Euryarchaeota archaeon SpSt-86, Fundort: Obsidian Pool, Yellowstone-Nationalpark

- Ordnung UBA184 [ord.](G)
  - Spezies UBA184 sp002495185,(G) mit Thermoplasmata archaeon UBA184(G,N)

- Ordnung WALJ01 [ord.](G)
  - Spezies WALJ01 sp015522885(G), mit Thermoplasmata archaeon isolate S014_43_esom(G,N) - Fundort: Tiefsee-Hydrothermalschlot, Pazifik

- Klasse B47-G6 [cls.](G)
  - Ordnung B47-G6 [ord.](G)
    - Spezies B47-G6 sp003663565, mit Thermoplasmata archaeon isolate B47_G6[34]
– Fundort: Guaymas Basin, Golf von Mexiko
- Klasse E2(G)
  - Ordnung DHVEG-1 [ord.](G)
    - Familie DHVEG-1 [fam.](G)
      - Gattung SG8-52-3(G)
        - Spezies SG8-52-3 sp001595915(G) [Thermoplasmatales archaeon SG8-52-3(N)]
– Fundort: Ästuar des White Oak River, North Carolina
- Klasse EX4484-6(G)
  - Spezies EX4484-6 sp002254385(G) [Thermoplasmatales archaeon ex4484_6(N)]
– Fundort: Guaymas Basin, Golf von Mexiko
- Klasse SW-10-69-26(G)
  - Spezies SW-10-69-26 sp003009755(G) [Thermoplasmatales archaeon SW_10_69_26(N)]
– Fundort:  Salzkruste (Halit), Atacama-Wüste, Chile
- Klasse UBA186(G)
  - Spezies UBA186 sp002494765(G) [Euryarchaeota archaeon UBA186(N)]
– Fundort: Ölverschmutztes Meerwasser, Coal Oil Point Kaltquellenfeld,[35] Santa Barbara
- Mitglieder des Phylums Thermoplasmatota mit unsicherer Klassenzuweisung (incertae sedis: Poseidoniia oder Thermoplasmata)[A. 8]
  - Ordnung Ca. Thermoprofundales Zhou et al. 2019(N) [Marine Benthic Group D,(N) MBG-D,(L) Marine Group III,(N) MGIII(G)][36][A. 8]
    - Familie CG-Epi1(G)
      - Gattung CG-Epi1(G)
        - Spezies CG-Epi1 sp001875345(G) [Marine Group III euryarchaeote CG-Epi1(N)]

      - Gattung UBA102(G)
      - Gattung UBA8886(G)

## Phylogenie
Phylogenetischer Baum der Thermoplasmata nach zwei Vorschlägen:
|  | Cuniculiplasmataceae                                                 |
|  |                                                                      |
|  | \| \| Picrophilaceae \| \| \| \| \| \| Ferroplasmataceae \| \| \| \| |
|  |                                                                      |
|  | Picrophilaceae                                                       |
|  |                                                                      |
|  | Ferroplasmataceae                                                    |
|  |                                                                      |

|  | Picrophilaceae    |
|  |                   |
|  | Ferroplasmataceae |
|  |                   |

|  | Cuniculiplasmataceae                                                 |
|  |                                                                      |
|  | \| \| Picrophilaceae \| \| \| \| \| \| Ferroplasmataceae \| \| \| \| |
|  |                                                                      |
|  | Picrophilaceae                                                       |
|  |                                                                      |
|  | Ferroplasmataceae                                                    |
|  |                                                                      |

|  | Picrophilaceae    |
|  |                   |
|  | Ferroplasmataceae |
|  |                   |

|  | Cuniculiplasmataceae                                                 |
|  |                                                                      |
|  | \| \| Picrophilaceae \| \| \| \| \| \| Ferroplasmataceae \| \| \| \| |
|  |                                                                      |
|  | Picrophilaceae                                                       |
|  |                                                                      |
|  | Ferroplasmataceae                                                    |
|  |                                                                      |

|  | Picrophilaceae    |
|  |                   |
|  | Ferroplasmataceae |
|  |                   |

|  | Cuniculiplasmataceae                                                 |
|  |                                                                      |
|  | \| \| Picrophilaceae \| \| \| \| \| \| Ferroplasmataceae \| \| \| \| |
|  |                                                                      |
|  | Picrophilaceae                                                       |
|  |                                                                      |
|  | Ferroplasmataceae                                                    |
|  |                                                                      |

|  | Picrophilaceae    |
|  |                   |
|  | Ferroplasmataceae |
|  |                   |

|  | Cuniculiplasmataceae                                                 |
|  |                                                                      |
|  | \| \| Picrophilaceae \| \| \| \| \| \| Ferroplasmataceae \| \| \| \| |
|  |                                                                      |
|  | Picrophilaceae                                                       |
|  |                                                                      |
|  | Ferroplasmataceae                                                    |
|  |                                                                      |

|  | Picrophilaceae    |
|  |                   |
|  | Ferroplasmataceae |
|  |                   |

|  | Cuniculiplasmataceae                                                 |
|  |                                                                      |
|  | \| \| Picrophilaceae \| \| \| \| \| \| Ferroplasmataceae \| \| \| \| |
|  |                                                                      |
|  | Picrophilaceae                                                       |
|  |                                                                      |
|  | Ferroplasmataceae                                                    |
|  |                                                                      |

|  | Picrophilaceae    |
|  |                   |
|  | Ferroplasmataceae |
|  |                   |

|  | Cuniculiplasmataceae                                                 |
|  |                                                                      |
|  | \| \| Picrophilaceae \| \| \| \| \| \| Ferroplasmataceae \| \| \| \| |
|  |                                                                      |
|  | Picrophilaceae                                                       |
|  |                                                                      |
|  | Ferroplasmataceae                                                    |
|  |                                                                      |

|  | Picrophilaceae    |
|  |                   |
|  | Ferroplasmataceae |
|  |                   |

|  | Cuniculiplasmataceae                                                 |
|  |                                                                      |
|  | \| \| Picrophilaceae \| \| \| \| \| \| Ferroplasmataceae \| \| \| \| |
|  |                                                                      |
|  | Picrophilaceae                                                       |
|  |                                                                      |
|  | Ferroplasmataceae                                                    |
|  |                                                                      |

|  | Picrophilaceae    |
|  |                   |
|  | Ferroplasmataceae |
|  |                   |

|  | Cuniculiplasmataceae                                                 |
|  |                                                                      |
|  | \| \| Picrophilaceae \| \| \| \| \| \| Ferroplasmataceae \| \| \| \| |
|  |                                                                      |
|  | Picrophilaceae                                                       |
|  |                                                                      |
|  | Ferroplasmataceae                                                    |
|  |                                                                      |

|  | Picrophilaceae    |
|  |                   |
|  | Ferroplasmataceae |
|  |                   |

|  | Cuniculiplasmataceae                                                 |
|  |                                                                      |
|  | \| \| Picrophilaceae \| \| \| \| \| \| Ferroplasmataceae \| \| \| \| |
|  |                                                                      |
|  | Picrophilaceae                                                       |
|  |                                                                      |
|  | Ferroplasmataceae                                                    |
|  |                                                                      |

|  | Picrophilaceae    |
|  |                   |
|  | Ferroplasmataceae |
|  |                   |

|  | Cuniculiplasmataceae                                                 |
|  |                                                                      |
|  | \| \| Picrophilaceae \| \| \| \| \| \| Ferroplasmataceae \| \| \| \| |
|  |                                                                      |
|  | Picrophilaceae                                                       |
|  |                                                                      |
|  | Ferroplasmataceae                                                    |
|  |                                                                      |

|  | Picrophilaceae    |
|  |                   |
|  | Ferroplasmataceae |
|  |                   |

|  | Cuniculiplasmataceae                                                 |
|  |                                                                      |
|  | \| \| Picrophilaceae \| \| \| \| \| \| Ferroplasmataceae \| \| \| \| |
|  |                                                                      |
|  | Picrophilaceae                                                       |
|  |                                                                      |
|  | Ferroplasmataceae                                                    |
|  |                                                                      |

|  | Picrophilaceae    |
|  |                   |
|  | Ferroplasmataceae |
|  |                   |

|  | Cuniculiplasmataceae                                                 |
|  |                                                                      |
|  | \| \| Picrophilaceae \| \| \| \| \| \| Ferroplasmataceae \| \| \| \| |
|  |                                                                      |
|  | Picrophilaceae                                                       |
|  |                                                                      |
|  | Ferroplasmataceae                                                    |
|  |                                                                      |

|  | Picrophilaceae    |
|  |                   |
|  | Ferroplasmataceae |
|  |                   |

|  | Cuniculiplasmataceae                                                 |
|  |                                                                      |
|  | \| \| Picrophilaceae \| \| \| \| \| \| Ferroplasmataceae \| \| \| \| |
|  |                                                                      |
|  | Picrophilaceae                                                       |
|  |                                                                      |
|  | Ferroplasmataceae                                                    |
|  |                                                                      |

|  | Picrophilaceae    |
|  |                   |
|  | Ferroplasmataceae |
|  |                   |

|  | Cuniculiplasmataceae                                                 |
|  |                                                                      |
|  | \| \| Picrophilaceae \| \| \| \| \| \| Ferroplasmataceae \| \| \| \| |
|  |                                                                      |
|  | Picrophilaceae                                                       |
|  |                                                                      |
|  | Ferroplasmataceae                                                    |
|  |                                                                      |

|  | Picrophilaceae    |
|  |                   |
|  | Ferroplasmataceae |
|  |                   |

|  | Cuniculiplasmataceae                                                 |
|  |                                                                      |
|  | \| \| Picrophilaceae \| \| \| \| \| \| Ferroplasmataceae \| \| \| \| |
|  |                                                                      |
|  | Picrophilaceae                                                       |
|  |                                                                      |
|  | Ferroplasmataceae                                                    |
|  |                                                                      |

|  | Picrophilaceae    |
|  |                   |
|  | Ferroplasmataceae |
|  |                   |

|  | Methanomassiliicoccaceae  |
|  |                           |
|  | "Methanomethylophilaceae" |
|  |                           |

| Halarchaeoplasmatales (PWKY01 [ord.]) | Halarchaeoplasmatacae (PWKY01 [fam.]) |
|                                       | Halarchaeoplasmatacae (PWKY01 [fam.]) |
|                                       | \| "Aciduliprofundales" \| "Aciduliprofundaceae" \| \| \| "Aciduliprofundaceae" \| \| Thermoplasmatales \| Thermoplasmataceae \| \| \| Thermoplasmataceae \| |
|                                       | |
| "Aciduliprofundales"                  | "Aciduliprofundaceae" |
|                                       | "Aciduliprofundaceae" |
| Thermoplasmatales                     | Thermoplasmataceae |
|                                       | Thermoplasmataceae |

| "Aciduliprofundales" | "Aciduliprofundaceae" |
|                      | "Aciduliprofundaceae" |
| Thermoplasmatales    | Thermoplasmataceae    |
|                      | Thermoplasmataceae    |

|  | Methanomassiliicoccaceae  |
|  |                           |
|  | "Methanomethylophilaceae" |
|  |                           |

| Halarchaeoplasmatales (PWKY01 [ord.]) | Halarchaeoplasmatacae (PWKY01 [fam.]) |
|                                       | Halarchaeoplasmatacae (PWKY01 [fam.]) |
|                                       | \| "Aciduliprofundales" \| "Aciduliprofundaceae" \| \| \| "Aciduliprofundaceae" \| \| Thermoplasmatales \| Thermoplasmataceae \| \| \| Thermoplasmataceae \| |
|                                       | |
| "Aciduliprofundales"                  | "Aciduliprofundaceae" |
|                                       | "Aciduliprofundaceae" |
| Thermoplasmatales                     | Thermoplasmataceae |
|                                       | Thermoplasmataceae |

| "Aciduliprofundales" | "Aciduliprofundaceae" |
|                      | "Aciduliprofundaceae" |
| Thermoplasmatales    | Thermoplasmataceae    |
|                      | Thermoplasmataceae    |

|  | Methanomassiliicoccaceae  |
|  |                           |
|  | "Methanomethylophilaceae" |
|  |                           |

| Halarchaeoplasmatales (PWKY01 [ord.]) | Halarchaeoplasmatacae (PWKY01 [fam.]) |
|                                       | Halarchaeoplasmatacae (PWKY01 [fam.]) |
|                                       | \| "Aciduliprofundales" \| "Aciduliprofundaceae" \| \| \| "Aciduliprofundaceae" \| \| Thermoplasmatales \| Thermoplasmataceae \| \| \| Thermoplasmataceae \| |
|                                       | |
| "Aciduliprofundales"                  | "Aciduliprofundaceae" |
|                                       | "Aciduliprofundaceae" |
| Thermoplasmatales                     | Thermoplasmataceae |
|                                       | Thermoplasmataceae |

| "Aciduliprofundales" | "Aciduliprofundaceae" |
|                      | "Aciduliprofundaceae" |
| Thermoplasmatales    | Thermoplasmataceae    |
|                      | Thermoplasmataceae    |

|  | Methanomassiliicoccaceae  |
|  |                           |
|  | "Methanomethylophilaceae" |
|  |                           |

| Halarchaeoplasmatales (PWKY01 [ord.]) | Halarchaeoplasmatacae (PWKY01 [fam.]) |
|                                       | Halarchaeoplasmatacae (PWKY01 [fam.]) |
|                                       | \| "Aciduliprofundales" \| "Aciduliprofundaceae" \| \| \| "Aciduliprofundaceae" \| \| Thermoplasmatales \| Thermoplasmataceae \| \| \| Thermoplasmataceae \| |
|                                       | |
| "Aciduliprofundales"                  | "Aciduliprofundaceae" |
|                                       | "Aciduliprofundaceae" |
| Thermoplasmatales                     | Thermoplasmataceae |
|                                       | Thermoplasmataceae |

| "Aciduliprofundales" | "Aciduliprofundaceae" |
|                      | "Aciduliprofundaceae" |
| Thermoplasmatales    | Thermoplasmataceae    |
|                      | Thermoplasmataceae    |

## Etymologie
Die folgenden Herleitungen stammen, wo nicht anders angegeben, aus der LPSN zum jeweiligen Taxon (ausgehend von Thermoplasmata):
- Die Bezeichnung der Typusgattung Thermoplasma leitet sich ab von altgriechisch θέρμη thermē, deutsch ‚Hitze‘ und πλάσμα plásma, deutsch ‚formbare Masse‘, ‚etwas Geformtes‘, es wird damit also eine heiße oder Hitze liebende formbare Masse bezeichnet, was – wie bei den meisten anderen Vertretern der Thermoplasmatota – auf das Fehlen einer Zellwand hinweist.
  - Die Bezeichnung der Klasse Thermoplasmata leitet sich ab von der Typusgattung Thermoplasma, zusammen mit der Klassen kennzeichnenden Endung ‚-ata‘ (Nominativ Plural).
  - Die Bezeichnung des Phylums Thermoplasmatota leitet sich ab von der Typusklasse Thermoplasmata, zusammen mit der Phyla kennzeichnenden Endung ‚-ota‘.
  - Analog leitet sich die Bezeichnung der Ordnung Thermoplasmatales ebenfalls ab von der Typusklasse, aber mit der Ordnungen kennzeichnenden Endung ‚-ales‘.
- Die Bezeichnung der Klasse Poseidoniia leitet sich ab von der Typusgattung Poseidonia, diese ist benannt nach Poseidon, dem griechischen Gott des Meeres; Poseidoniia („die Poseidonier“) bezeichnet also die Poseidonia-Klasse.
- Die Bezeichnung der Ordnung Aciduliprofundales leitet sich her von ihrer Typusgattung Aciduliprofundum, diese setzt sich zusammen aus lateinisch acidulus ‚säuerlich‘ und profundus ‚tief‘, angehängt ist der Suffix ‚-ales‘ für Ordnungen. Dies bezeichnet daher einen säureliebenden Organismus aus der Tiefe.
- Die Bezeichnung der Ordnung Gimiplasmatales leitet sich ab von ihrer Typusgattung Gimiplasma, was sich zusammensetzt aus der Abkürzung GIM für das Guangdong Institute of Microbiology und der Endung ‚-plasma‘ für eine formbare Masse; angehängt ist der Suffix ‚-ales‘ für Ordnungen.
- Die Bezeichnung der Ordnung Halarchaeoplasmatales leitet sich ab von der Typusgattung Halarchaeoplasma, zusammengesetzt aus altgriechisch ᾰ̔́λς háls, deutsch ‚Salz‘, Genitiv ᾰ̔λός halos, dem Mittelteil ‚-archaeo-‘ zur Unterscheidung von Bakterien in ähnlichen Umgebungen, und der Endung ‚-plasma‘ für eine formbare Masse; angehängt ist der Suffix ‚-ales‘ für Ordnungen.
- Die Bezeichnung der Ordnung Lunaplasmatales leitet sich ab von ihrer Typusgattung Lunaplasma, diese ist zusammengesetzt aus lateinisch luna ‚Mond‘ und der Endung ‚-plasma‘ für eine formbare Masse; angehängt ist der Suffix ‚-ales‘ für Ordnungen.
- Die Bezeichnung der Ordnung Methanomassiliicoccales leitet sich ab von der Typusgattung Methanomassiliicoccus, zusammengesetzt aus den Namensteilen lateinisch ‚Methano-‘, Methan betreffend, ebenfalls lateinisch Massilia ‚Marseille‘ und neulateinisch coccus von altgriechisch κόκκος kókkos, deutsch ‚Kern, Korn‘; die Ordnung ist noch mit dem Ordnungs-Suffix ‚-ales‘ versehen. Die Bezeichnung steht also für methanbildende Kügelchen aus (gefunden oder erforscht in) Marseille.
- Die Bezeichnung der vorgeschlagenen Ordnung Sysuiplasmatales leitet sich ab von ihrer Typusgattung Sysuiplasma, deren Name kommt vom Akronym SYSU der Sun-Yat-sen-Universität (Guangzhou), wo diese Organismen erforscht wurden, und der Endung ‚-plasma‘ für eine formbare Masse; die Ordnung ist noch versehen mit dem entsprechenden Suffix ‚-ales‘.[22]
- Die Bezeichnung der vorgeschlagenen Ordnung Yaplasmales leitet sich ab von chinesisch 涯 Ya, deutsch ‚Grenze‘, ‚-plasma-‘ für eine formbare Masse und dem Ordnungs-Suffix ‚-ales‘. Dies weist darauf hin, dass sie (unter anderem) in den nährstoffarmen Sedimenten der Tiefsee leben.[23]
- Die Bezeichnung der Ordnung Thermoprofundales leitet sich ab von altgriechisch θέρμη thermē, deutsch ‚Hitze‘ und lateinisch profundus ‚tief‘. Die kennzeichnet die hitzeliebenden Archaeen aus der Tiefe des Meeres, entsprechend dem alten Namen Marine benthic Group-D (MBG-D).

Eine provisorische Bezeichnung für eine Reihe von Euryarchaeota-Kladen aus Tiefsee-Hydrothermalquell ist DHVE oder DHVEG, ausgeschrieben Deep-sea Hydrothermal Vent Euryarchaeota (group), gefolgt von einer Nummer.

## Weiterführende Literatur

### Wissenschaftliche Journale
- Chao Lun Li, Yun Tao Jiang, Da Li Liu, JieLei Qian, Jing Ping Liang, Rong Shu: Prevalence and quantification of the uncommon Archaea phylotype Thermoplasmata in chronic periodontitis. In: Archives of Oral Biology. 59. Jahrgang, Nr. 8, August 2014, S. 822–828, doi:10.1016/j.archoralbio.2014.05.011, PMID 24859768 (englisch).
- Morten Poulsen, Clarissa Schwab, Bent Borg Jensen, Ricarda M. Engberg, Anja Spang, Nuria Canibe, Ole Hojberg: Methylotrophic methanogenic Thermoplasmata implicated in reduced methane emissions from bovine rumen. In: Nature Communications. 4. Jahrgang, Nr. 1428, Juni 2013, S. 1947, doi:10.1038/ncomms2847, bibcode:2013NatCo...4.1947P (englisch).
- Thomas Cavalier-Smith: The neomuran origin of archaebacteria, the negibacterial root of the universal tree and bacterial megaclassification. In: Int. J. Syst. Evol. Microbiol. 52. Jahrgang, Nr. 1, 2002, S. 7–76, doi:10.1099/00207713-52-1-7, PMID 11837318 (englisch).
- Carl R. Woese, O. Kandler, W. L. Wheelis: Towards a natural system of organisms: proposal for the domains Archaea, Bacteria, and Eucarya. In: Proc. Natl. Acad. Sci. USA. 87. Jahrgang, Nr. 12, 1990, S. 4576–4579, doi:10.1073/pnas.87.12.4576, PMID 2112744, PMC 54159 (freier Volltext), bibcode:1990PNAS...87.4576W (englisch).

### Wissenschaftliche Bücher
- A. L. Reysenbach: Bergey's Manual of Systematic Bacteriology Volume 1: The Archaea and the deeply branching and phototrophic Bacteria. Hrsg.: D. R. Boone, R. W. Castenholz. 2. Auflage. Springer Verlag, New York 2001, ISBN 978-0-387-98771-2, Class IV. Thermoplasmata class. nov., S. 169 (englisch). S. 169.
- G. M. Garrity, J. G. Holt: Bergey's Manual of Systematic Bacteriology Volume 1: The Archaea and the deeply branching and phototrophic Bacteria. Hrsg.: D. R. Boone, R. W. Castenholz. 2. Auflage. Springer Verlag, New York 2001, ISBN 978-0-387-98771-2, Phylum AII. Euryarchaeota phy. nov., S. 169 (englisch). S. 169.

### Wissenschaftliche Datenbanken
- PubMed Einträge für „Thermoplasmata“
- PubMed Central Einträge für „Thermoplasmata“
- Google Scholar Einträge für „Thermoplasmata“